# Earl of Nottingham
Earl of Nottingham ist ein erblicher britischer Adelstitel, der siebenmal in der Peerage of England geschaffen wurde. 

## Verleihungen

### Erste Verleihung
Erstmals wurde der Titel am 15. Juli 1377 an John de Mowbray, 5. Baron Mowbray verliehen. Er war bereits 5. Baron Mowbray (1283) und 6. Baron Segrave (1295). Das Earldom erlosch bei seinem Tod am 10. Februar 1382.

### Zweite Verleihung
Am 12. Februar 1383 wurde der Titel für Thomas Mowbray, 5. Baron Mowbray, den Bruder des 1. Earls erster Verleihung neu geschaffen. Dieser hatte 1382 von seinem Bruder bereits die Baronien Mowbray und Segrave geerbt. Er wurde am 29. September 1397 zum Duke of Norfolk erhoben und erbte 1399 den Titel 3. Earl of Norfolk (1312). Das Dukedom wurde ihm 1399 aberkannt, die übrigen Titel gingen an seinen Sohn Thomas Mowbray und bei dessen Tod 1405 an dessen jüngeren Bruder John Mowbray über, für den auch der aberkannte Titel Duke of Norfolk 1425 wiederhergestellt wurde. Sein Enkel, der spätere 4. Duke of Norfolk, wurde 1451 auch zum Earl of Surrey erhoben. Bei seinem Tod am 14. Januar 1476 erloschen die Titel Duke of Norfolk, Earl of Nottingham und Earl of Surrey. Seine übrigen Titel erbte seine Tochter Anne Mowbray, 8. Countess of Norfolk.

### Dritte Verleihung
Am 12. Juni 1476 wurde der Titel Richard of Shrewsbury, 1. Duke of York, dem zweitältesten Sohn König Eduards IV., verliehen. Das Earldom war ein nachgeordneter Titel des ihm gleichzeitig verliehenen Titels Duke of Norfolk. Bereits 1474 war er zum Duke of York erhoben worden. Seine Titel erloschen bei seinem Tod 1483.

### Vierte Verleihung
Am 28. Juni 1483 wurde der Titel an William Berkeley, 1. Viscount Berkeley verliehen. Ihm war bereits am 21. April 1481 der Titel Viscount Berkeley verliehen worden. Am 28. Januar 1489 wurde er zudem zum Marquess of Berkeley erhoben. Seine Titel erloschen bei seinem Tod am 14. Februar 1492.

### Fünfte Verleihung
Am 18. Juni 1525 wurde der Titel an Henry FitzRoy, einen illegitimen Sohn des Königs Heinrich VIII. verliehen. Das Earldom war ein nachgeordneter Titel des ihm gleichzeitig verliehenen Titels Duke of Richmond and Somerset. Bei seinem Tod am 22. Juli 1536 erloschen alle seine Titel.

### Sechste Verleihung
Am 22. Oktober 1596 wurde der Titel an Charles Howard, 2. Baron Howard of Effingham verliehen. Er war bereits 2. Baron Howard of Effingham (1554). Das Earldom erlosch beim Tod des 3. Earls am 26. April 1681.

### Siebte Verleihung
In siebter Verleihung wurde der Titel 1681 an Heneage Finch, 1. Baron Finch verliehen. Ihm waren bereits 1660 der Titel Baronet, of Raunston in the County of Buckingham und 1673 der Titel Baron Finch, of Daventry in the County of Northampton, verliehen worden. Der 2. Earl erbte zudem 1729 den Titel 7. Earl of Winchilsea (geschaffen 1628) mit den nachgeordneten Titeln 7. Viscount Maidstone (geschaffen 1623) und 8. Baronet, of Eastwell in the County of Kent. Sämtliche genannte Titel gehören zur Peerage bzw. Baronetage of England. Die Titel Earl of Winchilsea und Earl of Nottingham sind seither vereint. Der jeweilige Titelerbe führt den Höflichkeitstitel Viscount Maidstone.

## Liste der Earls of Nottingham

### Earls of Nottingham, erste Verleihung (1377)
- John Mowbray, 1. Earl of Nottingham (1365–1383)

### Earls of Nottingham, zweite Verleihung (1383)
- Thomas Mowbray, 1. Duke of Norfolk, 1. Earl of Nottingham (1366–1399)
- Thomas Mowbray, 2. Earl of Nottingham (1385–1405)
- John Mowbray, 2. Duke of Norfolk, 3. Earl of Nottingham (1425–1432)
- John Mowbray, 3. Duke of Norfolk, 4. Earl of Nottingham (1432–1461)
- John Mowbray, 4. Duke of Norfolk, 5. Earl of Nottingham (1461–1476)

### Earls of Nottingham, dritte Verleihung (1476)
- Richard of Shrewsbury, 1. Duke of York, 1. Earl of Nottingham (1473–1483)

### Earls of Nottingham, vierte Verleihung (1483)
- William Berkeley, 1. Marquess of Berkeley, 1. Earl of Nottingham (1426–1492)

### Earls of Nottingham, fünfte Verleihung (1525)
- Henry Fitzroy, 1. Duke of Richmond and Somerset, 1. Earl of Nottingham (1519–1536)

### Earls of Nottingham, sechste Verleihung (1596)
- Charles Howard, 1. Earl of Nottingham (1536–1624)
- Charles Howard, 2. Earl of Nottingham (1579–1642)
- Charles Howard, 3. Earl of Nottingham (1610–1681)

### Earls of Nottingham, siebte Verleihung (1681)
- Heneage Finch, 1. Earl of Nottingham (1621–1682)
- Daniel Finch, 7. Earl of Winchilsea, 2. Earl of Nottingham (1647–1730)
- Daniel Finch, 8. Earl of Winchilsea, 3. Earl of Nottingham (um 1709–1769)
- George Finch, 9. Earl of Winchilsea, 4. Earl of Nottingham (1752–1826)
- George Finch-Hatton, 10. Earl of Winchilsea, 5. Earl of Nottingham (1791–1858)
- George Finch-Hatton, 11. Earl of Winchilsea, 6. Earl of Nottingham (1815–1887)
- Murray Finch-Hatton, 12. Earl of Winchilsea, 7. Earl of Nottingham (1851–1898)
- Henry Finch-Hatton, 13. Earl of Winchilsea, 8. Earl of Nottingham (1852–1927)
- Guy Finch-Hatton, 14. Earl of Winchilsea, 9. Earl of Nottingham (1885–1939)
- Christopher Finch-Hatton, 15. Earl of Winchilsea, 10. Earl of Nottingham (1911–1950)
- Christopher Finch-Hatton, 16. Earl of Winchilsea, 11. Earl of Nottingham (1936–1999)
- Daniel Finch-Hatton, 17. Earl of Winchilsea, 12. Earl of Nottingham (* 1967)

Titelerbe (Heir Apparent) ist dessen Sohn Tobias Finch-Hatton, Viscount Maidstone (* 1998).